# Vorspiel (1987)
Vorspiel ist ein deutscher Spielfilm der DEFA von Peter Kahane aus dem Jahr 1987.

## Handlung
Eine Gruppe Jugendlicher steht vor dem Kino einer kleinen Stadt und erschreckt Autofahrer, die durch ein Schlagloch fahren, mit einem knallenden Geräusch, so dass diese denken, es wäre ihnen ein Reifen geplatzt. Einer dieser Fahrer ist Dr. Lange, seit sieben Jahren geschiedener Alleinerziehender, mit seiner Tochter Corinna. Es hat ihn in seine alte Heimat zurückgezogen, wo er das Naturkundemuseum als neuer Direktor übernimmt. Bei dieser Gelegenheit erblickt der Dekorateur-Lehrling Tom das Mädchen und entdeckt in ihr seine schon immer erträumte große Liebe.
Corinna, die nach wie vor an ihrer Mutter hängt, passt es gar nicht, dass sich ihr Vater immer häufiger mit seiner (gar nicht so alten) Jugendliebe trifft, die jetzt im Rathaus als Stadträtin arbeitet. Und noch weniger kann sie es ertragen, vom Vater vorgeschrieben zu bekommen, welchen Beruf sie ergreifen soll – Biologin natürlich. Corinna sinnt darauf, mit Achtzehn abzuhauen. Nach Berlin natürlich. Am besten als Schauspielschülerin, weshalb sie als erstes in die extra von Tom und Floh, Toms bester Freundin seit gemeinsamer Sandkastenzeiten, gegründete Theatergruppe eintritt. Dadurch erhoffte Tom noch näher an Corinna heranzukommen und mit ihr gemeinsam zu studieren. Das Mädchen Floh verfolgt das mit blutendem Herzen, weil sie in Tom verliebt ist, dennoch hilft sie dem Freund an einem Wendepunkt seines Lebens.
Doch erst einmal reißt sich Tom alle Beine für die Angebetete aus. Er studiert in der Bibliothek fast alles über japanische Keramik, lässt sich vom Vater zu einem „Fachgespräch“ bei asiatischem Essen zu Hause einladen, an dem die Angebetete wider Erwarten nicht teilnimmt, schickt ausgerechnet Floh zu Corinna, um gute Stimmung für ihn zu machen, paukt Kleist-Text. Er erkämpft sogar eine heiße Liebesnacht mit Corinna, während deren Vater bei seiner neuen (alten) Freundin schläft. Aber letztlich hilft alles nichts: Er muss erkennen, dass Corinna in seinen Freund Major verliebt ist – und nun sogar der Schauspielerei entsagt, um Biologin zu werden.
Nun will auch Tom alles hinschmeißen, doch er hat die Rechnung ohne Floh gemacht. Die begleitet ihn nach Berlin und bringt ihn, nach absichtsvoll misslungenem „Faust“-Solo sogar dazu, an ihrer Seite Kleists berühmten – und die Jury sogleich berührenden – „Käthchen“-Dialog zu spielen. Und plötzlich fällt es ihm wie Schuppen von den Augen…

## Produktion und Veröffentlichung
Vorspiel wurde von der künstlerischen Arbeitsgruppe „Roter Kreis“ auf ORWO-Color von November 1986 bis Februar 1987 gedreht und hatte am 5. November 1987 im Berliner Kino Kosmos Premiere. Große Teile des Films wurden in Schönebeck an der Elbe gedreht, weitere in Rathenow (Kino Aktivist) und bei Saarmund (Nuthe-Wehr). In die Handlung wurden Ausschnitte aus den DEFA-Filmen Berlin – Ecke Schönhauser… und Meine Frau macht Musik eingefügt. Der Komponist und Sänger Tamás Kahane ist der damals 19-jährige Sohn des Regisseurs. Mehrere der Jugendlichen sind Laiendarsteller.
2020 erschien der Film in der Reihe DEFA-Wendejugend zusammen mit Tanz auf der Kippe von Jürgen Brauer bei Absolut Medien auf DVD.

## Kritiken
Ralf Schenk fand in der Berliner Zeitung: Toms Anstrengungen, die in einen herben Verlust münden, sind, wie Corinnas Vater richtig bemerkt, nur die Ouvertüre zu all den Kämpfen, die man ein Leben lang auszufechten hat und für die man Engagement, Kraft und Zivilcourage braucht. Das ist das eigentliche Thema des Films.
Horst Knietzsch meinte im Neuen Deutschland, dass Peter Kahane von den Verwirrungen der Liebe erzählt, die von realistischem Sinn für den Alltag junger Leute in unserem Lande sind. Das macht offensichtlich auch ganz wesentlich den Erfolg des Films bei den Zuschauern aus.
Heinz Kersten schrieb in Der Tagesspiegel vom 13. Dezember 1987, dass Kahane seine Geschichte oft nur in Bildern und Tönen, ohne Sprache, zart und sinnlich erzählt. Er belässt vieles in Andeutungen, setzt genau intelligente ironische Posen und bringt einen zum Lachen und Weinen.

## Auszeichnungen
- 1988: Max-Ophüls-Preis (Saarbrücken): Preis des Oberbürgermeisters